# Turdus fuscater
La paraulata morera, mirla patinaranja, o mirlo (Turdus fuscater) es  una especie de ave paseriforme sudamericana de la familia del género Turdus. Puebla zonas boscosas y de matorral de Venezuela, Colombia, Ecuador, Perú, Bolivia.

## Distribución
Turdus fuscater es un ave de origen andino. Su distribución va desde los Andes en el occidente y norte de Venezuela, donde puede llegar hasta la zona de Lara y Trujillo, pasando por Colombia, Ecuador, Perú y finalmente el noroeste de Bolivia, donde llega hasta La Paz y Cochabamba. Habita en un rango de altitud entre 1800 m.s.n.m y 4000

## Subespecies
Se conocen siete subespecies para Turdus fuscater:
- Turdus fuscater cacozelus (Bangs, 1898). Presente en la Sierra de Santa Marta, Colombia.
- Turdus fuscater clarus (Phelps, Phelps, 1953). Habita en la frontera entre Venezuela y Colombia, precisamente en la Sierra del Perijá.
- Turdus fuscater quindio (Chapman, 1925). Habita en el sur de Colombia y en el Norte de Ecuador.
- Turdus fuscater gigas (Fraser, 1841). Propio de los Andes venezolanos y colombianos.
- Turdus fuscater gigantodes (Cabanis, 1873). Se encuentra desde el sur de Ecuador hasta el centro de Perú.
- Turdus fuscater ockendeni (Hellmayr, 1906). Habita el sudeste de Perú.
- Turdus fuscater fuscater (d´Orbigny, Lafresnaye, 1837). Se encuentra en el oeste de Bolivia.

## Descripción
Puede medir de 28 a 30 centímetros y pesar entre 128 y 175 gramos, haciendo que este sea considerado el túrdido más grande en América del Sur. Se puede identificar fácilmente por su pico y sus patas, que son de color entre amarillo y anaranjado. Además, esta especie posee un anillo alrededor del ojo de un fuerte color amarillo. A veces este anillo puede faltar en juveniles y hembras. Otra característica distintiva es su cola con plumas largas. La coloración del plumaje está caracterizada por una tonalidad negra-parduzca, que es más oscura en las alas y en la cola, a la vez es pálida en el vientre. Existen diferencias en la tonalidad del color dependiendo de la subespecie que se mire: ockendeni es el más oscuro, seguido por quindio y gigantodes. Las subespecies más pálidas son gigas, cacozelus y fuscater. Puede darse, aunque es muy raro, casos de mirlos blancos, afectados por albinismo. 

En los juveniles, el color está dominado por una tonalidad gris verdosa pálida. En la cabeza y en las alas puede mostrar una coloración parda clara. Existe cierta clase de dimorfismo sexual, en donde los machos poseen patas amarillas y las hembras poseen patas de una tonalidad más parda.

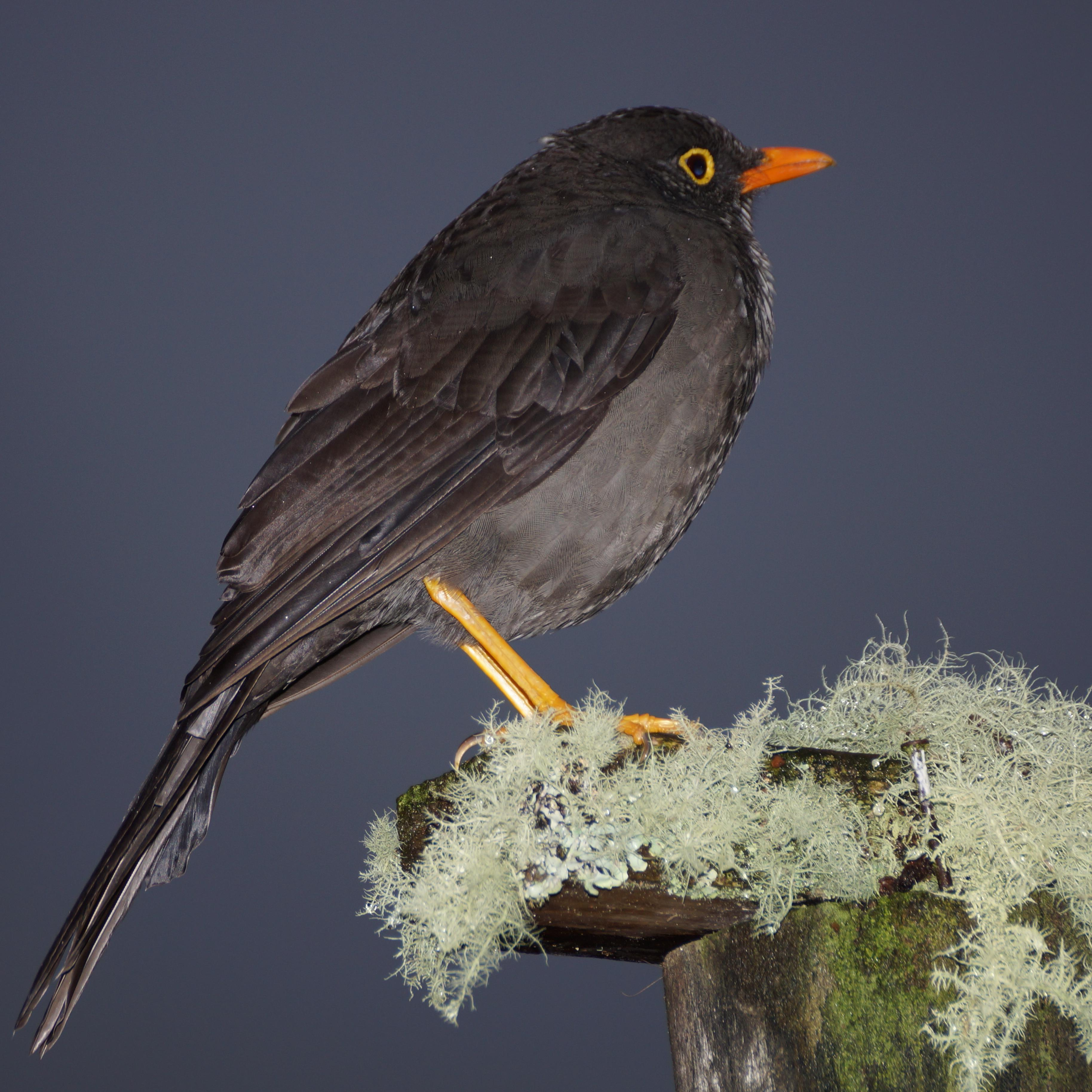
Macho de Turdus Fuscater en el PNN Chingaza de Colombia, con su anillo ocular amarillo característico.

## Hábitat
Se lo puede encontrar en áreas abiertas como claros de bosque, patios, parques, o campos de siembra que estén al lado de pedazos de bosque o posean cierta cantidad de árboles. También puede habitar en los bordes de diversas clases de bosques andinos, como son los bosques húmedos montanos, bosques secundarios o bosques temperados. Es más común encontrarlo más arriba de los 2500 m s. n. m. Evita los ecosistemas secos y las zonas densamente forestadas, en algunos casos puede alcanzar los bordes del páramo y adaptarse a vivir en el matorral montano. Es común encontrarlo también en las ciudades altoandinas como Quito o Bogotá, donde se ha adaptado a la vida urbana. Las poblaciones de esta especie no tienden a moverse mucho de sus zonas de vida, lo que los definiría como sedentarios.

## Dieta y Comportamiento
A esta ave se le podría clasificar como omnívora. Incluso si su dieta principal está conformada por frutas y bayas, también son capaces de consumir lombrices de tierra y pequeños insectos. La mayoría del tiempo forrajea a nivel del piso, de preferencia en zonas con pastos cortos, pero también se posa en los árboles con frutos y arbustos si la situación lo amerita. 

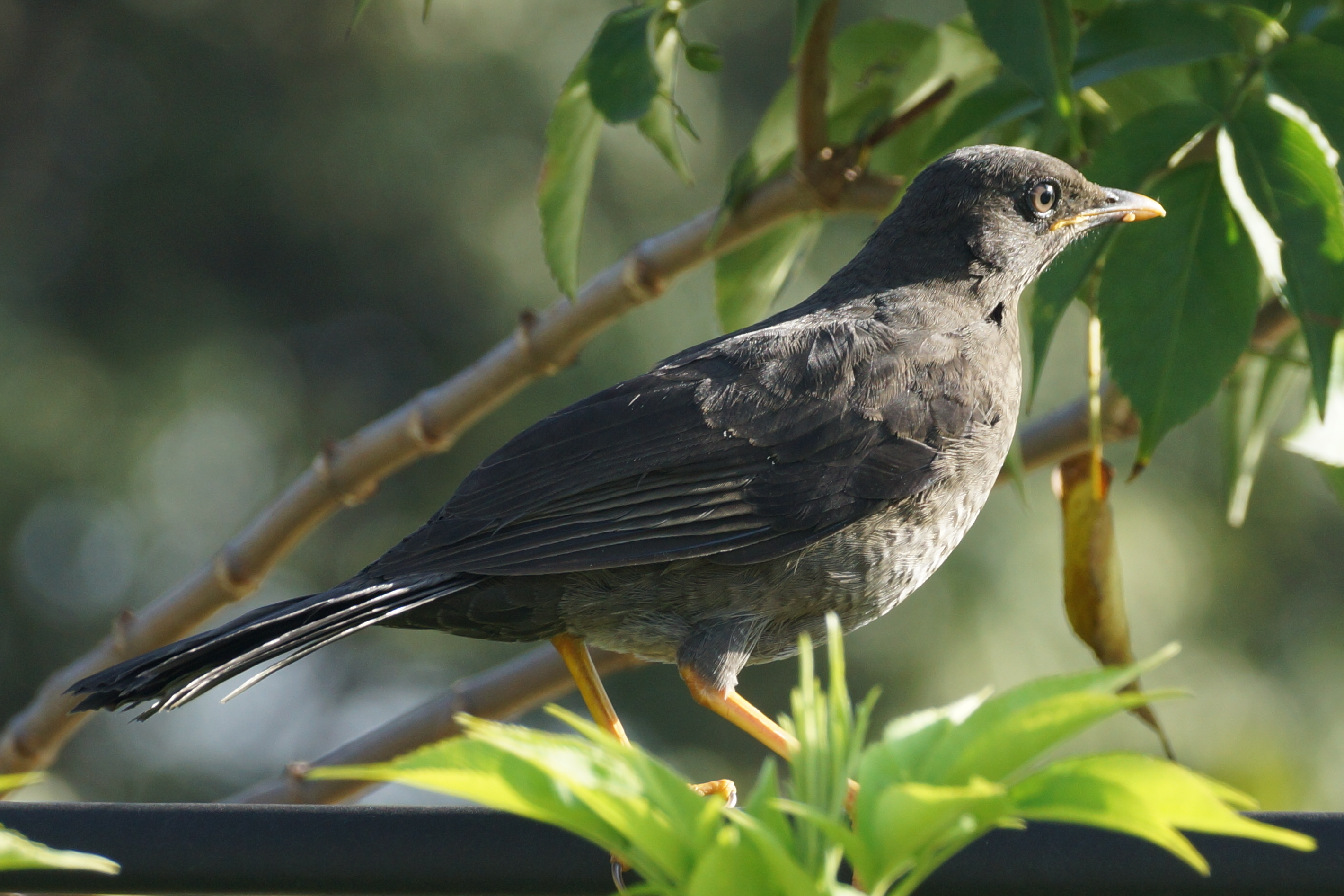
Hembra de Turdus Fuscater en parque de Bogotá Colombia.

En lo que respecta al comportamiento de este animal, cambia dependiendo si está en la temporada de apareamiento o no. Cuando llega la temporada de apareamiento, estos se vuelven sumamente territoriales y tienden a estar solos mayoritariamente. En algunos casos se pueden encontrar parejas. Cuando pasa la temporada de apareamiento tienden a formar grupos de hasta 40 individuos. Se presume que los grupos forman perchas comunales en los árboles durante este tiempo. 
Se encuentran más activos a las primeras horas de la mañana y al atardecer, pero no es difícil encontrar uno que otro a lo largo del día. La mayor parte del tiempo que se encuentran activos tienden a estar saltando en el piso, buscando algo que comer. Solo emprenden el vuelo si algo les asusta. 
Se podría definir la personalidad de esta ave como agresiva. Cuando se alimenta, lo hace de una manera voraz y tiende a comerse los frutos enteros. En algunos casos es capaz de atacar los nidos de otras aves para robar los huevos o incluso los polluelos.

## Cantos y Vocalizaciones
Turdus fuscater tiene una amplia gama de cantos y vocalizaciones que se explicarán a continuación:
- Su canto se podría definir como melodioso y débil. Tiende a realizar este canto en la temporada de apareamiento, minutos antes del amanecer. Se caracteriza por frases musicales rápidas y variadas que terminan en una nota muy alta.
- Cuando emprende el vuelo o se asusta, vocaliza dos sonidos bastante altos: un "kirt" o una serie de "kurt-kurt-kurt-kurt".
- También vocaliza un largo "kuiip".

## Reproducción
Las temporadas de apareamiento varían dependiendo del lugar de las poblaciones:
- En Venezuela, se da entre marzo y abril.
- En Colombia, se da de enero a agosto.
- En Ecuador, se da en octubre principalmente.
- En Perú, se da en febrero y junio.

El nido tiene una forma de cuenco y es bastante grande. Está hecho principalmente de ramas pequeñas, hojas, y pasto amalgamados con lodo. Los nidos generalmente son puestos en árboles o arbustos a baja altura. Ponen dos huevos de color azul verdoso con manchas rojizas, con tamaño aproximado de dos centímetros.

## Estado de conservación
Dentro de la clasificación de la UICN, esta especie está clasificada como Preocupación Menor. Sus poblaciones son de buen tamaño y son aves muy fáciles de encontrar en diversos ecosistemas. Están bastante adaptados a la alteración antropogénica, sea en forma de centros urbanos, deforestación o tierras de cultivo. Incluso, pueden llegar a aprovecharse de estos factores, colonizando nuevos territorios. 